# Lijst van beschermd erfgoed in Bütgenbach
Onderstaande tabel geeft een overzicht van het beschermd erfgoed in de gemeente Bütgenbach. Het beschermd erfgoed maakt deel uit van het cultureel erfgoed in België.
| Object                                       | Bouwjaar/architect | Deelgemeente | Adres                | Coördinaten                   | Nummer | Afbeelding                        |
| -------------------------------------------- | ------------------ | ------------ | -------------------- | ----------------------------- | ------ | --------------------------------- |
| Hof Bütgenbach (gevels en daken)             |                    | Bütgenbach   |                      | 50° 25' 39" NB, 6° 12' 4" OL  | 31002  | Hof Bütgenbach (gevels en daken)  |
| Schwalmbachtal (gebied)                      |                    |              |                      | 50° 29' 57" NB, 6° 17' 6" OL  | 31041  | Schwalmbachtal (gebied)           |
| Hohe Mark (gebied)                           |                    |              |                      | 50° 29' 17" NB, 6° 13' 45" OL | 31044  | Hohe Mark (gebied)                |
| Mausheck-Kolberg (gebied)                    |                    |              |                      | 50° 26' 13" NB, 6° 11' 50" OL | 31042  | Mausheck-Kolberg (gebied)         |
| De oude lindeboom te Weywertz                |                    | Bütgenbach   |                      | 50° 26' 7" NB, 6° 9' 52" OL   | 31043  | De oude lindeboom te Weywertz     |
| Boerderij (gevels, dak en ingang)            |                    |              | Hof Lindenstrasse 12 | 50° 25' 59" NB, 6° 9' 52" OL  | 31032  | Boerderij (gevels, dak en ingang) |
| Grenssteen in Julich (+ BÜLLINGEN/Rocherath) |                    |              |                      | 50° 28' 42" NB, 6° 18' 31" OL | 31031  |                                   |